# Erling Schroeder
Poul Erling Rolf Schroeder (1. marts 1904 på Frederiksberg – 17. oktober 1989) var en dansk skuespiller og sceneinstruktør.
Han blev student i 1923 og cand.phil. i 1924.
Herefter gennemgik han Det kongelige Teaters elevskole og debuterede på teatret i 1925, hvor han var ansat frem til 1927.
Derefter var han knyttet til forskellige teatre, bl.a. Aarhus Teater indtil han vendte tilbage til Det kongelige Teater 1930-1933.
Op gennem 1930'erne optrådte han på Det Ny Teater og Dagmarteatret og fik kort før krigen ansættelse på Duke of York's Theatre i London.
I begyndelsen af krigen fik han engagement på Centralteatret i Oslo, hvorefter han fra 1943-1947 og igen fra 1950-1953 blev direktør for Riddersalen.
Da han forlod Riddersalen var det for at påtage sig jobbet som direktør for et andet teater, nemlig Apollo-teatret, hvor han var leder i årene 1953-1956.
Senere i livet virkede han mere og mere som sceneinstruktør, bl.a. på Det Ny Teater.

## Filmografi
Blandt de film han medvirkede i kan nævnes:
- Han, hun og Hamlet – 1932
- Med fuld musik – 1933
- Københavnere – 1933
- 5 raske piger – 1933
- Flugten fra millionerne – 1934
- En lille tilfældighed – 1939
- Sørensen og Rasmussen – 1940
- Jeg har elsket og levet – 1940
- Alle går rundt og forelsker sig – 1941
- En søndag på Amager – 1941
- Som du vil ha' mig – 1943
- Jeg mødte en morder – 1943
- Otte akkorder – 1944
- En ny dag gryer – 1945
- I går og i morgen – 1945
- Lykke på rejsen – 1947
- Tre piger i Paris – 1963
- Og så er der bal bagefter – 1970
- Nu går den på Dagmar – 1972